# Tectonique moléculaire
La tectonique moléculaire est une branche dérivée de la chimie supramoléculaire qui repose sur les interactions non-covalentes ou faibles entre atomes au sein d'une molécule ou entre molécules, au sein d'un ensemble moléculaire. Son principe repose sur l'auto-assemblage moléculaire de briques de base appelées « tectons » pour former des édifices supramoléculaires appelés « réseaux moléculaires ».

## Origine
L'extension de la chimie supramoléculaire à l'état cristallin donne naissance à une branche à l'intersection de la chimie supramoléculaire et de la chimie moléculaire du solide. Un cristal moléculaire peut être considéré comme une architecture supramoléculaire périodique, telle les réseaux moléculaires. Mais la construction de réseaux moléculaires dont la structure à l'état solide peut être prédite est impossible étape par étape par la création de liaisons covalentes, de par son trop grand nombre d'étapes, et par l'impossibilité de contrôler les paramètres régissant la structure à l'échelle macroscopique En revanche, la construction de ces réseaux peut être envisagée sur le principe de l'auto-assemblage moléculaire de briques de base (les tectons) par le biais des interactions non-covalentes. Les tectons sont donc conçus de façon à contenir l'information structurale permettant de prévoir la conformation de l'assemblage moléculaire et de la contrôler. On peut ainsi créer des édifices mono-, bi- ou tridimensionnels.
Les principes de reconnaissance moléculaire et de liaison réversible permettent aux structures de s'auto-réparer. Le système étant à l'équilibre pour des conditions données, toute modification de structure dans ces mêmes conditions forcera le système à revenir à l'équilibre en s'opposant à la modification.

## Modes d'interaction entre les tectons
Les interactions mises en jeu lors de l'assemblage des tectons sont des liaisons non-covalentes, la plupart du temps des liaisons hydrogène, des liaisons de coordination, des interactions de type coulombienne et de type van der Waals.

## Exemples d'architectures
Depuis les années 1990 ont été rapportées dans la littérature un nombre croissant de structures moléculaires complexes construites par l'assemblage de tectons. La recherche sur l'auto-assemblage moléculaire et la chimie supramoléculaire vient en outre enrichir la liste des architectures accessibles par ces méthodes, dont voici une liste non exhaustive :
- cristaux liquides ;
- solution solide ;
- cristal de cristal ;
- cristal polaire.